# Angadrême de Renty
Pour les articles homonymes, voir Angadrême.
Angadrême de Renty ou Angadresme (en latin : Angadrisma), morte vers 695, est une sainte catholique vénérée à Beauvais (Oise).

## Biographie
Disciple de saint Ouen de Rouen, Angadrême de Renty était la fille du référendaire Robert, chancelier du roi Clotaire III. L'évêque Clément (665-680) dédicaça le monastère de l'Oroër ou de l'Oratoire (Oratorium vetus), fondé par son père Robert ; elle en fut la première abbesse.

## Reliques
Ce monastère fut détruit en 851 par les Vikings mais les religieuses avaient eu le temps de se réfugier à Beauvais avec leurs saintes reliques. Une abbaye de moniales bénédictines fut fondée vers 1036 à Saint-Paul-lez-Beauvais (Sanctus Paulus Bellovacensis) par l'évêque Drognon (1035-1058).

## Miracles de sainte Angadrême
Patronne de Beauvais et de son diocèse, elle sauva la ville des Normands, puis bien plus tard des Bourguignons en 1472. Pendant le siège de Beauvais, des jeunes filles de la ville portèrent sur les remparts sa châsse ou fierte vénérée, qui est devenue le palladium de la ville.

## Vénération

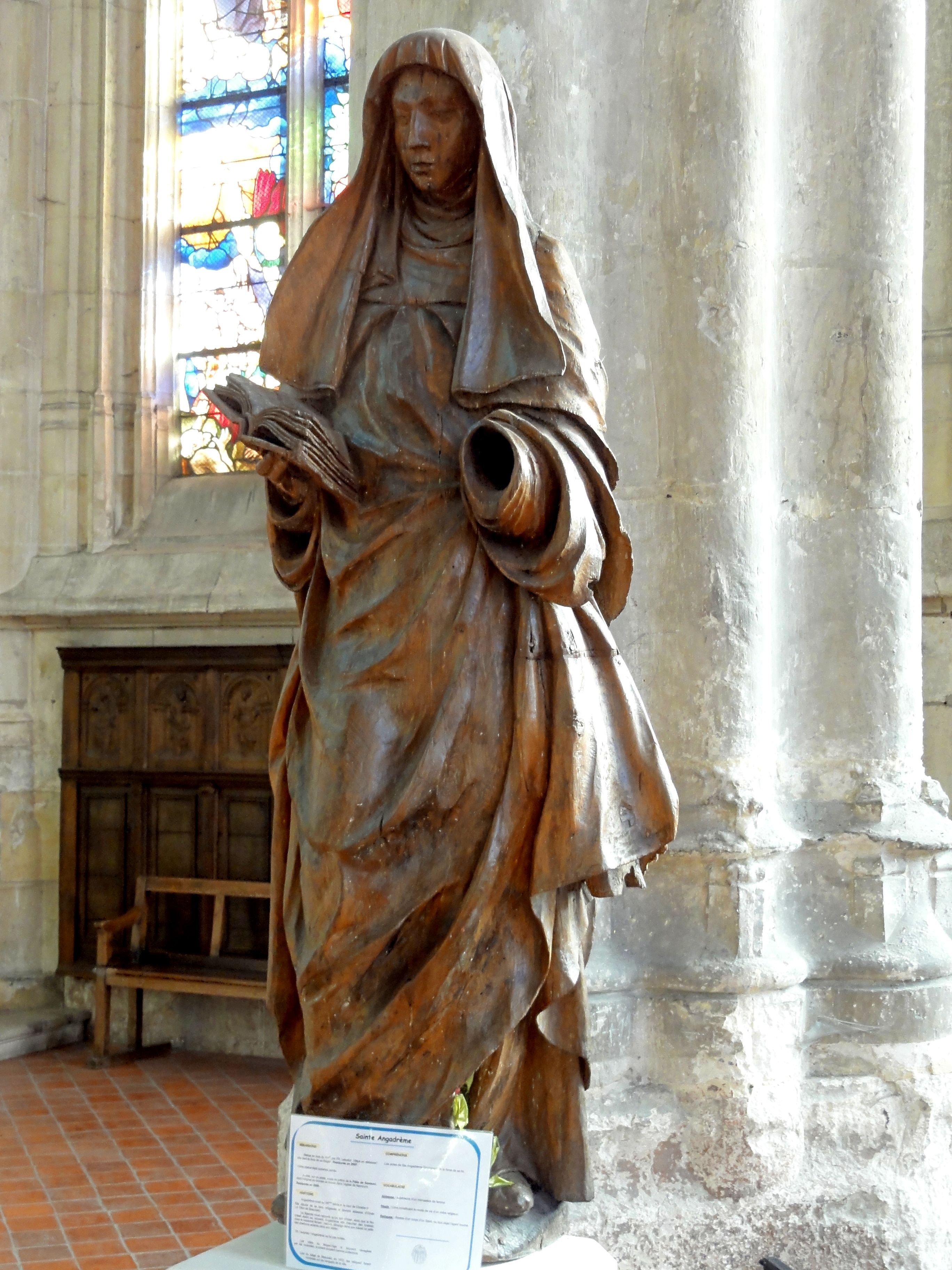
Sainte Angadrème, église Saint-Étienne de Beauvais.

Angadrême de Renty est vénérée à Beauvais. Elle est fêtée principalement le 14 octobre, et localement le 27 juin.

## Iconographie
- Beauvais :
  - cathédrale Saint-Pierre :
    - chapelle Sainte-Angadrême,  de Alexandre Grellet (1869) huile sur toile, L'Assaut, registre supérieur, L'Accueil de sainte Angadrême au paradis par le Christ, registre inférieur, Procession des reliques de sainte Angadrême lors du siège de 1472 ;
    - statue en bois polychrome de sainte Angadrême (XVIe siècle)  Classée MH (1925)[3] ;
    - estampe de Brice de Vernesson représentant sainte Angadrême (1680)[4] ;

  - église Saint-Etienne : statue de sainte Angadrême ;
  - église Notre-Dame de Marissel : statue de sainte Angadrême.